# Nathalie Cabrol
Nathalie A. Cabrol je francouzsko-americká astrobioložka specializující se na planetologii. Zabývá se studiem prastarých jezer na Marsu. Jako hlavní výzkumnice projektu „High Lakes Project“ financovaného astrobiologickým institutem NASA podniká vysokohorské výzkumné expedice do chilských And. Tam spolu se svým týmem zkoumá přizpůsobivost života v extrémních podmínkách, vliv náhlé změny klimatu na ekosystémy a biotopy jezer, jejich geobiologické rysy a význam pro planetární průzkum.